# Suboceaniczny bór sosnowy świeży
Suboceaniczny bór sosnowy świeży, subatlantycki bór sosnowy świeży (Leucobryo-Pinetum W.Mat. (1962) 1973, syn. Dicrano-Pinetum, Myrtillo-Pinetum) – jeden z zespołów leśnych. Drzewostan zespołu tworzy sosna zwyczajna z domieszką brzozy brodawkowatej, dębu bezszypułkowego i świerka. W podszycie dominują jałowce, kruszyna i jarzębina, w runie – borówka czarna, borówka brusznica, wrzos oraz śmiałek pogięty. Bujna jest także warstwa mszysta utworzona między innymi przez rokiet, płonnik i bielistkę w miejscach bardziej wilgotnych. Miejsca suchsze i prześwietlone opanowują porosty.
Występowanie
W niemal całej Polsce, z wyjątkiem części północno-wschodniej, pobrzeża i gór. Szczególnie licznie w Borach Tucholskich (z wyj. płd.-wsch. krańców), Borach Stobrawskich i in.
Charakterystyczna kombinacja gatunków
DAss. : bielistka siwa (Leucobryum glaucum), śmiałek pogięty (Deschampsia flexuosa), buk zwyczajny (Fagus sylvatica), rokiet cyprysowaty (Hypnum cupressiforme).
ChAll. : pomocnik baldaszkowy (Chimaphila umbellata), widlicz spłaszczony (Diphasiastrum complanatum), korzeniówka pospolita (Monotropa hypopitys), gruszyczka zielonawa (Pyrola chlorantha), jemioła pospolita rozpierzchła (Viscum album ssp. austriacum).
ChO. : sosna zwyczajna (Pinus sylvestris), chrobotek reniferowy (Cladonia rangiferina), chrobotek leśny (Cladonia arbuscula), widłoząb ciemny (Dicranum fuscescens), widłoząb kędzierzawy (Dicranum polysetum).
ChCl. : widłoząb miotlasty (Dicranum scoparium), rokietnik pospolity (Pleurozium schreberi), gajnik lśniący (Hylocomium splendens), pszeniec zwyczajny (Melampyrum pratense), piórosz pierzasty (Ptilium crista-castrensis), gruszyczka mniejsza (Pyrola minor), gruszyczka okrągłolistna (Pyrola rotundifolia), pawężnica brodawkowata (Peltigera aphthosa), siódmaczek leśny (Trientalis europaea), borówka czarna (Vaccinium myrtillus), borówka bagienna (Vaccinium uliginosum), borówka brusznica (Vaccinium vitis-idaea).